# Giải bóng đá hạng nhất quốc gia Áo
Giải bóng đá hạng nhất quốc gia Áo (tiếng Đức: Erste Liga) là giải bóng đá chuyên nghiệp cao thứ hai của bóng đá Áo, bao gồm 10 đội và chạy song song với Giải bóng đá vô địch quốc gia Áo. Đội vô địch được thăng hạng Bundesliga, đội thứ 9 phải đá trận xuống hạng với một đội ở một trong ba giải khu vực và đội cuối bảng trực tiếp xuống hạng các giải khu vực. Giải đấu còn có tên là Sky Go Erste Liga vì lý do tài trợ.
Vị trí của đội cuối bảng ở giải hạng Nhất phụ thuộc vào vùng của Cộng hòa Liên bang nằm trong, ở một trong các Regionalligen (hay giải khu vực) ở phía đông, trung tâm, hay phía nam đất nước. Ba đội vô địch giải khu vực phải thi đấu trận xuống hạng sân nhà và sân khách với đội thứ 9 của giải hạng Nhất cho hai suất. Tham gia giải hạng Nhất phải có điều kiện giấy phép của nghị viện thứ năm của liên bang giải đấu. Nếu giấy phép bị từ chối vì lý do tài chính, ít hơn một đội sẽ xuống hạng.

## Đội bóng và sân vận động mùa giải 2016–17
Có 10 đội tham gia ở giải hạng Nhất 2016–17 bao gồm:
| Câu lạc bộ       | Thành phố       | Sân vận động                 | Sức chứa |
| ---------------- | --------------- | ---------------------------- | -------- |
| Austria Lustenau | Lustenau        | Reichshofstadion             | 8.800    |
| Floridsdorfer AC | Vienna          | FAC-Platz                    | 3.000    |
| SV Horn          | Horn            | Waldviertler Volksbank Arena | 3.500    |
| Kapfenberger SV  | Kapfenberg      | Franz-Fekete-Stadion         | 10.000   |
| LASK             | Linz            | Waldstadion                  | 7.870    |
| Liefering        | Salzburg        | Untersberg-Arena             | 4.128    |
| Blau-Weiß Linz   | Linz            | Linzer Stadion               | 21.005   |
| WSG Wattens      | Wattens         | Gernot Langes Stadion        | 5.500    |
| Wacker Innsbruck | Innsbruck       | Tivoli-Neu                   | 30,000   |
| Wiener Neustadt  | Wiener Neustadt | Stadion Wiener Neustadt      | 10.000   |

## Đội vô địch trước đây
- 1974–75: Grazer AK
- 1975–76: First Vienna FC
- 1976–77: Wiener Sport-Club
- 1977–78: SV Austria Salzburg
- 1978–79: Linzer ASK
- 1979–80: SC Eisenstadt
- 1980–81: FC Wacker Innsbruck
- 1981–82: Austria Klagenfurt
- 1982–83: SV Sankt Veit
- 1983–84: SV Spittal/Drau
- 1984–85: Salzburger AK 1914
- 1985–86: Wiener Sport-Club
- 1986–87: SV Austria Salzburg
- 1987–88: Kremser SC
- 1988–89: Kremser SC
- 1989–90: SV Spittal/Drau
- 1990–91: VfB Mödling
- 1991–92: Linzer ASK
- 1992–93: Grazer AK
- 1993–94: Linzer ASK
- 1994–95: Grazer AK
- 1995–96: FC Linz
- 1996–97: SC Austria Lustenau
- 1997–98: SK Vorwärts Steyr
- 1998–99: Schwarz-Weiß Bregenz
- 1999–00: VfB Admira Wacker Mödling
- 2000–01: FC Kärnten
- 2001–02: ASKÖ Pasching
- 2002–03: SV Mattersburg
- 2003–04: FC Wacker Tirol
- 2004–05: SV Ried
- 2005–06: SC Rheindorf Altach
- 2006–07: LASK Linz
- 2007–08: Kapfenberger SV
- 2008–09: SC Wiener Neustadt
- 2009–10: FC Wacker Innsbruck
- 2010–11: FC Admira Wacker Mödling
- 2011–12: Wolfsberger AC
- 2012–13: SV Grödig
- 2013–14: SC Rheindorf Altach
- 2014–15: SV Mattersburg
- 2015–16: SKN St. Pölten
- 2016–17: LASK Linz
- 2017–18: FC Wacker Innsbruck
- 2018–19: WSG Tirol
- 2019–20: SV Ried
- 2020–21: FC Blau-Weiß Linz
- 2021–22: SC Austria Lustenau
- 2022–23: FC Blau-Weiß Linz
- 2023–24: TBD

## Đội vô địch
| Câu lạc bộ                      | Số lần vô địch | Mùa giải vô địch                            |
| ------------------------------- | -------------- | ------------------------------------------- |
| LASK Linz                       | 5              | 1978–79, 1991–92, 1993–94, 2006–07, 2016–17 |
| Grazer AK                       | 3              | 1974–75, 1992–93, 1994–95                   |
| Wiener Sport-Club               | 2              | 1976–77, 1985–86                            |
| Austria Salzburg                | 2              | 1977–78, 1986–87                            |
| Kremser SC                      | 2              | 1987–88, 1988–89                            |
| SV Spittal/Drau                 | 2              | 1983–84, 1989–90                            |
| Austria Klagenfurt / FC Kärnten | 2              | 1981–82, 2000–01                            |
| FC Wacker Innsbruck (2002)      | 2              | 2003–04, 2009–10                            |
| FC Admira Wacker Mödling        | 2              | 1999–00, 2010–11                            |
| SC Rheindorf Altach             | 2              | 2005–06, 2013–14                            |
| SV Mattersburg                  | 2              | 2002–03, 2014–15                            |
| First Vienna                    | 1              | 1975–76                                     |
| SC Eisenstadt                   | 1              | 1979–80                                     |
| FC Wacker Innsbruck             | 1              | 1980–81                                     |
| SV Sankt Veit                   | 1              | 1982–83                                     |
| Salzburger AK 1914              | 1              | 1984–85                                     |
| VfB Mödling                     | 1              | 1990–91                                     |
| FC Linz                         | 1              | 1995–96                                     |
| SC Austria Lustenau             | 1              | 1996–97                                     |
| SK Vorwärts Steyr               | 1              | 1997–98                                     |
| Schwarz-Weiß Bregenz            | 1              | 1998–99                                     |
| ASKÖ Pasching                   | 1              | 2001–02                                     |
| SV Ried                         | 1              | 2004–05                                     |
| Kapfenberger SV                 | 1              | 2007–08                                     |
| SC Wiener Neustadt              | 1              | 2008–09                                     |
| WAC                             | 1              | 2011–12                                     |
| Grödig                          | 1              | 2012–13                                     |
| SKN St. Pölten                  | 1              | 2015–16                                     |